# 1-メチルシクロプロペン
1-メチルシクロプロペン (1-methylcyclopropene, 1-MCP) は、化学合成によって製造される、植物の成長制御因子である。化学構造は植物ホルモンの1つのエチレンと類似しているために、植物に影響を与える。商業的には、果実の成熟を抑えたりカットした果物の傷みを抑える用途に使われる。

## 化学的性質
1-メチルシクロプロペンは、C4H6の化学式を持つシクロアルケンである。常温常圧では気体として存在する。

## 作用機序
エチレンは常温常圧で気体として存在する。植物の一生を通じて、果実の成熟や開花、落葉等のプロセスを制御するために、エチレンは常に痕跡量でホルモンとして作用する。1-メチルシクロプロペンの作用機序は、植物のエチレン受容体に結合して、エチレンによるシグナルが、エチレン受容体に入らないように遮断する事による。換言すれば、植物が持つエチレン受容体に対して、エチレンが結合する事を阻害する機序を有し、エチレン阻害剤として、植物に作用する。

## 商業利用
1-メチルシクロプロペンの商業的な利用法には、主に2つの形態が有る。1つは観賞用の植物の鮮度を保つための使用である。もう1つは、輸送中や保存中などに、果物の成熟を抑制するための使用である。どちらの使用法においても、1-メチルシクロプロペンは扱い易くするために他の物質と混合され、水や溶媒に溶かして用いられる。通常は、冷蔵庫、トラック、温室、倉庫、船などの閉鎖された場所で用いられる。

### 観葉植物の鮮度の維持
1-メチルシクロプロペンは「EthylBloc」と言う名称で、アメリカ合衆国環境保護庁から観賞用作物への使用の承認を受け、切花、鉢植え、観葉植物等の枯れ、葉の黄変などの防止に用いられている。

### 食用農産物の輸送・保管中の成熟防止
1-メチルシクロプロペンは「SmartFresh」と言う商品名でも販売され、農業工業に従事する農家、運送屋、船員によって、果物や野菜の鮮度を維持するために用いられている。このような方法による農作物への利用は、アメリカ合衆国や欧州連合を含む26の地域で、リンゴ、キウイフルーツ、トマト、バナナ、プラム、カキ、アボカド、メロンに対して認められている。これを使用すれば、消費者にとっては、熟し過ぎていない農作物を比較的安価に入手できるという利点が有るものの、見かけよりも古い農産物を買わされてしまうというリスクも有る。

## 研究
1-メチルシクロプロペンを用いた新たな農業技術の開発も試みられている。例えば、高温や乾燥といったストレスを受けている作物の畑に1-メチルシクロプロペンを散布すると、散布しない場合と比較して、作物は高温や旱魃に対しての耐久力が増すと判明した。